# Anton Piper
Anton Friedrich Christian Carl Piper (* 27. Juli 1805 in Dahlen bei Friedland, Mecklenburg-Strelitz; † 24. Januar 1880 in Neustrelitz) war ein deutscher Beamter und Jurist. Von 1850 bis 1880 war er als Regierungsrat Mitglied des Staatsministeriums und der Landesregierung von Mecklenburg-Strelitz.

## Leben und Wirken
Anton Piper war das vierte von sechs Kindern des Pastors Carl Wilhelm Emanuel Piper (1768–1849) und dessen Frau Charlotte Henriette Stavenhagen (1782–1846). Er besuchte Gymnasien in Stettin und Friedland, wo er sein Abitur erlangte. Danach studierte er Rechtswissenschaften, zunächst ab 1826 in Berlin und ab 1828 an der Universität Rostock. Im Jahr darauf schloss er das Studium ab.
Nach bestandener erster juristischer Staatsprüfung arbeitete Piper ab 1830 als Advokat in Neustrelitz. 1833 wurde er Auditor am dortigen Stadtgericht, später Erster Beamter des Magistratskollegiums. Er wurde zum großherzoglichen Hofsekretär ernannt und Richter am großherzoglichen Hofmarschallamt. 1845 folgte seine Ernennung zum Rat. Er war bis 1850 als Wirkliches Hofmarschallamtsmitglied und -Gerichtshalter sowie Hofmarschall- und Stadtgerichtsbeisitzer tätig.
Piper nahm ab 1849 als Hilfsarbeiter mit Sitz und Stimme interimistisch an den Geschäften der Landesregierung von Mecklenburg-Strelitz teil. Am 12. August 1850 wurde er Regierungsrat mit Sitz und Stimme im Staatsministerium und im Regierungskollegium des Landes. Im Januar 1862 wurde er zum Geheimen Regierungsrat ernannt. Bis Januar 1880 blieb er Mitglied des Staatsministeriums und der Landesregierung von Mecklenburg-Strelitz. Im gleichen Monat starb er nach 30 Jahren Mitgliedschaft in der obersten Landesbehörde und langer Krankheit mit 74 Jahren in Neustrelitz.
Piper war seit 1836 mit Mathilde († 1856), geb. Plath, verheiratet. Ihr gemeinsamer Sohn Carl Wilhelm Albert Piper (1837–1919) war Landgerichtspräsident in Neustrelitz und Vater der Politiker Carl Anton Piper und Otto Piper.
Ein Teil seines Nachlasses befindet sich im Landeshauptarchiv Schwerin.

## Auszeichnungen
- 1864: Komturkreuz des Hausordens der Wendischen Krone
- 1872: Prädikat Exzellenz